# Lijst van zwemrecords 4×100 meter vrije slag vrouwen
Dit is een overzicht van de verschillende zwemrecords op de 4×100 meter vrije slag bij de vrouwen, onderverdeeld in de langebaan (50 meter) en de kortebaan (25 meter).

## Langebaan (50 meter)

### Ontwikkeling wereldrecord
| Nr. | Naam                                                                 | Land                           | Tijd    | Datum             | Plaats         |
| --- | -------------------------------------------------------------------- | ------------------------------ | ------- | ----------------- | -------------- |
|     | Mollie O'Callaghan, Shayna Jack, Meg Harris, Emma McKeon             | Australië                      | 3.27,96 | 23 juli 2023      | Fukuoka        |
|     | Bronte Campbell, Meg Harris, Emma McKeon, Cate Campbell              | Australië                      | 3.29,69 | 25 juli 2021      | Tokio          |
|     | Shayna Jack, Bronte Campbell, Emma McKeon, Cate Campbell             | Australië                      | 3.30,05 | 5 april 2018      | Gold Coast     |
|     | Emma McKeon, Brittany Elmslie, Bronte Campbell, Cate Campbell        | Australië                      | 3.30,65 | 6 augustus 2016   | Rio de Janeiro |
|     | Bronte Campbell, Melanie Schlanger, Emma McKeon, Cate Campbell       | Australië                      | 3.30,98 | 24 juli 2014      | Glasgow        |
|     | Inge Dekker, Ranomi Kromowidjojo, Femke Heemskerk, Marleen Veldhuis  | Nederland                      | 3.31,72 | 26 juli 2009      | Rome           |
|     | Inge Dekker, Ranomi Kromowidjojo, Femke Heemskerk, Marleen Veldhuis  | Nederland                      | 3.33,62 | 18 maart 2008     | Eindhoven      |
|     | Petra Dallmann, Daniela Götz, Britta Steffen, Annika Liebs           | Duitsland                      | 3.35,22 | 31 juli 2006      | Boedapest      |
|     | Alice Mills, Lisbeth Lenton, Petria Thomas, Jodie Henry              | Australië                      | 3.35,94 | 14 augustus 2004  | Athene         |
|     | Katrin Meißner, Petra Dallmann, Sandra Völker, Franziska van Almsick | Duitsland                      | 3.36,00 | 29 juli 2002      | Berlijn        |
|     | Amy van Dyken, Dara Torres, Courtney Shealy, Jenny Thompson          | Verenigde Staten               | 3.36,61 | 16 september 2000 | Sydney         |
|     | Le Jingyi, Shan Ying, Le Ying, Lü Bin                                | China                          | 3.37,91 | 7 september 1994  | Rome           |
|     | Nicole Haislett, Dara Torres, Angel Martino, Jenny Thompson          | Verenigde Staten               | 3.39,46 | 28 juli 1992      | Barcelona      |
|     | Kristin Otto, Manuela Stellmach, Sabina Schulze, Heike Friedrich     | Duitse Democratische Republiek | 3.40,57 | 19 augustus 1986  | Madrid         |
|     | Kristin Otto, Karen König, Heike Friedrich, Birgit Meineke           | Duitse Democratische Republiek | 3.42,41 | 21 augustus 1984  | Moskou         |
|     | Barbara Krause, Caren Metschuck, Ines Diers, Sarina Hülsenbeck       | Duitse Democratische Republiek | 3.42,71 | 27 juli 1980      | Moskou         |
|     | Tracy Caulkins, Stephanie Elkins, Jill Sterkel, Cynthia Woodhead     | Verenigde Staten               | 3.43,43 | 26 augustus 1978  | West-Berlijn   |
|     | Kim Peyton, Wendy Boglioli, Jill Sterkel, Shirley Babashoff          | Verenigde Staten               | 3.44,82 | 25 juli 1976      | Montréal       |
|     | Barbara Krause, Monika Seltmann, Rosemarie Gabriel, Andrea Pollack   | Duitse Democratische Republiek | 3.48,80 | 2 juni 1976       | Oost-Berlijn   |
|     | Kornelia Ender, Barbara Krause, Claudia Hempel, Ute Brückner         | Duitse Democratische Republiek | 3.49,37 | 26 juli 1975      | Cali           |
|     | Kathy Heddy, Ann Marshall, Kim Peyton, Shirley Babashoff             | Verenigde Staten               | 3.51,99 | 31 augustus 1974  | Concord        |
|     | Kornelia Ender, Andrea Eife, Andrea Hübner, Sylvia Eichner           | Duitse Democratische Republiek | 3.52,45 | 8 september 1973  | Belgrado       |
|     | Sandra Neilson, Jenny Kemp, Jane Barkman, Shirley Babashoff          | Verenigde Staten               | 3.55,19 | 30 augustus 1972  | München        |
|     | Andrea Eife, Sylvia Eichner, Elke Sehmisch, Kornelia Ender           | Duitse Democratische Republiek | 3.58,11 | 30 augustus 1972  | München        |
|     | Kim Peyton, Sandra Neilson, Jane Barkman, Shirley Babashoff          | Verenigde Staten               | 3.58,11 | 18 augustus 1972  | Knoxville      |
|     | Linda Johnson, Deena Deardurff, Shirley Babashoff, Kim Peyton        | Verenigde Staten               | 4.00,7  | 9 september 1971  | Minsk          |
|     | Gabriele Wetzko, Iris Komor, Elke Sehmisch, Carola Schulze           | Duitse Democratische Republiek | 4.00,8  | 11 september 1970 | Barcelona      |
|     | Linda Gustavson, Lillian Watson, Pam Carpinelli, Jan Henne           | Verenigde Staten               | 4.01,1  | 6 juli 1968       | Santa Clara    |
|     | Nancy Ryan, Lillian Watson, Linda Gustavson, L. Fritz                | Verenigde Staten               | 4.03,5  | 19 augustus 1967  | Philadelphia   |
|     | Sharon Stouder, Donna de Varona, Lillian Watson, Kathy Ellis         | Verenigde Staten               | 4.03,8  | 15 oktober 1964   | Tokio          |
|     | Terri Lee Stickles, Lynne Allsup, Kathy Seidel, Eleanor Bricker      | Verenigde Staten               | 4.07,6  | 28 september 1964 | Los Angeles    |
|     | Lillian Watson, Donna de Varona, Terri Lee Stickles, Judy Haroun     | Verenigde Staten               | 4.08,5  | 31 juli 1964      | Los Altos      |
|     | Joan Spillane, Shirley Stobs, Carolyn Wood, Chris Von Saltza         | Verenigde Staten               | 4.08,9  | 3 september 1960  | Rome           |
|     | Dawn Fraser, Alva Colqhoun, Ilsa Konrads, Lorraine Crapp             | Australië                      | 4.16,2  | 6 augustus 1960   | Townsville     |
|     | Dawn Fraser, Faith Leech, Sandra Morgan, Lorraine Crapp              | Australië                      | 4.17,1  | 6 december 1956   | Melbourne      |
|     | Lorraine Crapp, Dawn Fraser, Faith Leech, Margaret Gibson            | Australië                      | 4.19,7  | 25 oktober 1956   | Melbourne      |
|     | Lorraine Crapp, Dawn Fraser, Margaret Gibson, Barbara Jackson        | Australië                      | 4.22,3  | 20 oktober 1956   | Sydney         |
|     | Ilona Novák, Judit Temes, Éva Novák, Katalin Szőke                   | Hongarije                      | 4.24,4  | 1 augustus 1952   | Helsinki       |
|     | Mária Littomeritzky, Éva Novák, Éva Székely, Katalin Szőke           | Hongarije                      | 4.27,2  | 27 april 1952     | Moskou         |
|     | Eva Arndt, Gunvor Kraft, Birte Ove-Petersen, Ragnhild Hveger         | Denemarken                     | 4.27,6  | 7 augustus 1938   | Kopenhagen     |
|     | Elvi Svendsen, Gunvor Kraft, Birte Ove-Petersen, Ragnhild Hveger     | Denemarken                     | 4.29,7  | 8 februari 1938   | Kopenhagen     |
|     | Jopie Selbach, Rie Mastenbroek, Tini Wagner, Willy den Ouden         | Nederland                      | 4.32,8  | 24 mei 1936       | Rotterdam      |
|     | Jopie Selbach, Annie Timmermans, Rie Mastenbroek, Willy den Ouden    | Nederland                      | 4.33,3  | 14 april 1934     | Rotterdam      |
|     | Josephine McKim, Helen Johns, Eleanor Garatti, Helene Madison        | Verenigde Staten               | 4.38,0  | 12 augustus 1932  | Los Angeles    |
|     | Adelaide Lambert, Albina Osipowich, Eleanor Garatti, Martha Norelius | Verenigde Staten               | 4.47,6  | 9 augustus 1928   | Amsterdam      |
|     | Adelaide Lambert, Josephine McKim, Susan Laird, Albina Osipowich     | Verenigde Staten               | 4.55,6  | 9 augustus 1928   | Amsterdam      |
|     | Fraze Donnelly, Gertrude Ederle, Ethel Lackie, Mariechen Wehselau    | Verenigde Staten               | 4.58,8  | 20 juli 1924      | Parijs         |
|     | Margaret Woodbridge, Irene Guest, Frances Schroth, Ethelda Bleibtrey | Verenigde Staten               | 5.11,6  | 29 augustus 1920  | Antwerpen      |
|     | Belle Moore, Jennie Fletcher, Annie Speirs, Irene Steer              | Verenigd Koninkrijk            | 5.52,8  | 15 juli 1912      | Stockholm      |

### OntwikkelingOlympischrecord
| Nr. | Naam                                                                     | Land                           | Tijd    | Datum             | Plaats         |
| --- | ------------------------------------------------------------------------ | ------------------------------ | ------- | ----------------- | -------------- |
|     | Bronte Campbell, Meg Harris, Emma McKeon, Cate Campbell                  | Australië                      | 3.29,69 | 25 juli 2021      | Tokio          |
|     | Emma McKeon, Brittany Elmslie, Bronte Campbell, Cate Campbell            | Australië                      | 3.30,65 | 6 augustus 2016   | Rio de Janeiro |
|     | Madison Wilson, Brittany Elmslie, Bronte Campbell, Cate Campbell         | Australië                      | 3.32,39 | 6 augustus 2016   | Rio de Janeiro |
|     | Alicia Coutts, Cate Campbell, Brittany Elmslie, Melanie Schlanger        | Australië                      | 3.33,15 | 28 juli 2012      | Londen         |
|     | Inge Dekker, Ranomi Kromowidjojo, Femke Heemskerk, Marleen Veldhuis      | Nederland                      | 3.33,76 | 10 augustus 2008  | Peking         |
|     | Alice Mills, Lisbeth Lenton, Petria Thomas, Jodie Henry                  | Australië                      | 3.35,94 | 14 augustus 2004  | Athene         |
|     | Amy van Dyken, Dara Torres, Courtney Shealy, Jenny Thompson              | Verenigde Staten               | 3.36,61 | 16 september 2000 | Sydney         |
|     | Angel Martino, Amy van Dyken, Catherine Fox, Jenny Thompson              | Verenigde Staten               | 3.39,29 | 22 juli 1996      | Atlanta        |
|     | Nicole Haislett, Dara Torres, Angel Martino, Jenny Thompson              | Verenigde Staten               | 3.39,46 | 28 juli 1992      | Barcelona      |
|     | Kristin Otto, Katrin Meißner, Daniela Hunger, Manuela Stellmach          | Duitse Democratische Republiek | 3.40,63 | 22 september 1988 | Seoel          |
|     | Barbara Krause, Caren Metschuck, Ines Diers, Sarina Hülsenbeck           | Duitse Democratische Republiek | 3.42,71 | 27 juli 1980      | Moskou         |
|     | Kim Peyton, Wendy Boglioli, Jill Sterkel, Shirley Babashoff              | Verenigde Staten               | 3.44,82 | 25 juli 1976      | Montréal       |
|     | Kornelia Ender, Petra Priemer, Andrea Pollack, Claudia Hempel            | Duitse Democratische Republiek | 3.48,95 | 25 juli 1976      | Montréal       |
|     | Jill Sterkel, Wendy Boglioli, Jennifer Hooker, Kim Peyton                | Verenigde Staten               | 3.50,27 | 25 juli 1976      | Montréal       |
|     | Sandra Neilson, Jenny Kemp, Jane Barkman, Shirley Babashoff              | Verenigde Staten               | 3.55,19 | 30 augustus 1972  | München        |
|     | Andrea Eife, Sylvia Eichner, Elke Sehmisch, Kornelia Ender               | Duitse Democratische Republiek | 3.58,11 | 30 augustus 1972  | München        |
|     | Jane Barkman, Linda Gustavson, Sue Pedersen, Jan Henne                   | Verenigde Staten               | 4.02,5  | 26 oktober 1968   | Mexico-Stad    |
|     | Sharon Stouder, Donna de Varona, Lillian Watson, Kathy Ellis             | Verenigde Staten               | 4.03,8  | 15 oktober 1964   | Tokio          |
|     | Joan Spillane, Shirley Stobs, Carolyn Wood, Chris Von Saltza             | Verenigde Staten               | 4.08,9  | 3 september 1960  | Rome           |
|     | Dawn Fraser, Faith Leech, Sandra Morgan, Lorraine Crapp                  | Australië                      | 4.17,1  | 6 december 1956   | Melbourne      |
|     | Ilona Novák, Judit Temes, Éva Novák, Katalin Szőke                       | Hongarije                      | 4.24,4  | 1 augustus 1952   | Helsinki       |
|     | Evelyn Kawamoto, Jacqueline LaVine, Marilee Stepan, Joan Alderson        | Verenigde Staten               | 4.28,1  | 30 juli 1952      | Helsinki       |
|     | Marie Corridon, Thelma Kalama, Brenda Helser, Ann Curtis                 | Verenigde Staten               | 4.29,2  | 6 augustus 1948   | Londen         |
|     | Irma Schuhmacher, Margot Marsman, Marie-Louise Vaessen, Hannie Termeulen | Nederland                      | 4.31,3  | 4 augustus 1948   | Londen         |
|     | Eva Arndt, Elvi Carlsen, Fritze Carstensen, Greta Andersen               | Denemarken                     | 4.33,5  | 4 augustus 1948   | Londen         |
|     | Jopie Selbach, Tini Wagner, Willy den Ouden, Rie Mastenbroek             | Nederland                      | 4.36,0  | 14 augustus 1936  | Berlijn        |
|     | Josephine McKim, Helen Johns, Eleanor Garatti, Helene Madison            | Verenigde Staten               | 4.38,0  | 12 augustus 1932  | Los Angeles    |
|     | Adelaide Lambert, Albina Osipowich, Eleanor Garatti, Martha Norelius     | Verenigde Staten               | 4.47,6  | 9 augustus 1928   | Amsterdam      |
|     | Adelaide Lambert, Josephine McKim, Susan Laird, Albina Osipowich         | Verenigde Staten               | 4.55,6  | 9 augustus 1928   | Amsterdam      |
|     | Fraze Donnelly, Gertrude Ederle, Ethel Lackie, Mariechen Wehselau        | Verenigde Staten               | 4.58,8  | 18 juli 1924      | Parijs         |
|     | Margaret Woodbridge, Irene Guest, Frances Schroth, Ethelda Bleibtrey     | Verenigde Staten               | 5.11,6  | 29 augustus 1920  | Antwerpen      |
|     | Belle Moore, Jennie Fletcher, Annie Speirs, Irene Steer                  | Verenigd Koninkrijk            | 5.52,8  | 15 juli 1912      | Stockholm      |

### OntwikkelingEuropeesrecord
| Nr. | Naam                                                                          | Land                           | Tijd    | Datum             | Plaats       |
| --- | ----------------------------------------------------------------------------- | ------------------------------ | ------- | ----------------- | ------------ |
|     | Inge Dekker, Ranomi Kromowidjojo, Femke Heemskerk, Marleen Veldhuis           | Nederland                      | 3.31,72 | 26 juli 2009      | Rome         |
|     | Inge Dekker, Ranomi Kromowidjojo, Femke Heemskerk, Marleen Veldhuis           | Nederland                      | 3.33,62 | 18 maart 2008     | Eindhoven    |
|     | Petra Dallmann, Daniela Götz, Britta Steffen, Annika Liebs                    | Duitsland                      | 3.35,22 | 31 juli 2006      | Boedapest    |
|     | Katrin Meißner, Petra Dallmann, Sandra Völker, Franziska van Almsick          | Duitsland                      | 3.36,00 | 29 juli 2002      | Berlijn      |
|     | Petra Dallmann, Antje Buschschulte, Katrin Meißner, Sandra Völker             | Duitsland                      | 3.39,58 | 23 juli 2001      | Fukuoka      |
|     | Manon van Rooijen, Wilma van Hofwegen, Thamar Henneken, Inge de Bruijn        | Nederland                      | 3.39,83 | 16 september 2000 | Sydney       |
|     | Kristin Otto, Manuela Stellmach, Sabina Schulze, Heike Friedrich              | Duitse Democratische Republiek | 3.40,57 | 19 augustus 1986  | Madrid       |
|     | Kristin Otto, Karen König, Heike Friedrich, Birgit Meineke                    | Duitse Democratische Republiek | 3.42,41 | 21 augustus 1984  | Moskou       |
|     | Barbara Krause, Caren Metschuck, Ines Diers, Sarina Hülsenbeck                | Duitse Democratische Republiek | 3.42,71 | 27 juli 1980      | Moskou       |
|     | Barbara Krause, Sarina Hülsenbeck, Caren Metschuck, Carmela Schmidt           | Duitse Democratische Republiek | 3.45,19 | 27 juli 1980      | Moskou       |
|     | Kornelia Ender, Petra Priemer, Andrea Pollack, Claudia Hempel                 | Duitse Democratische Republiek | 3.45,50 | 25 juli 1976      | Montréal     |
|     | Barbara Krause, Monika Seltmann, Rosemarie Gabriel, Andrea Pollack            | Duitse Democratische Republiek | 3.48,80 | 2 juni 1976       | Oost-Berlijn |
|     | Kornelia Ender, Barbara Krause, Claudia Hempel, Ute Brückner                  | Duitse Democratische Republiek | 3.49,37 | 26 juli 1975      | Cali         |
|     | Kornelia Ender, Barbara Krause, Claudia Hempel, Angela Franke                 | Duitse Democratische Republiek | 3.52,23 | 14 maart 1975     | Dresden      |
|     | Kornelia Ender, Andrea Eife, Andrea Hübner, Sylvia Eichner                    | Duitse Democratische Republiek | 3.52,45 | 8 september 1973  | Belgrado     |
|     | Gabriele Wetzko, Andrea Eife, Elke Sehmisch, Kornelia Ender                   | Duitse Democratische Republiek | 3.55,55 | 30 augustus 1972  | München      |
|     | Andrea Eife, Sylvia Eichner, Elke Sehmisch, Kornelia Ender                    | Duitse Democratische Republiek | 3.58,11 | 30 augustus 1972  | München      |
|     | Gabriele Wetzko, Iris Komor, Elke Sehmisch, Carola Schulze                    | Duitse Democratische Republiek | 4.00,8  | 11 september 1970 | Barcelona    |
|     | Magdolna Patoh, Edit Kovacs, Andrea Gyarmati, Judit Turóczy                   | Hongarije                      | 4.02,6  | 24 augustus 1969  | Boedapest    |
|     | Gabriele Wetzko, Roswitha Krause, Uta Schmuck, Gabriele Perthes               | Duitse Democratische Republiek | 4.05,7  | 26 oktober 1968   | Mexico-Stad  |
|     | Andrea Gyarmati, Magdolna Patoh, Edit Kovacs, Judit Turóczy                   | Hongarije                      | 4.07,5  | 13 juli 1968      | Boedapest    |
|     | Uta Schmuck, Gabriele Wetzko, Gabriele Perthes, Iris Komor                    | Duitse Democratische Republiek | 4.04,68 | 4 april 1968      | Tallinn      |
|     | Maria Strumolo, Mara Sacchi, Camino, Berti                                    | Italië                         | 4.11,3  | 17 september 1967 | Sanremo      |
|     | Natalja Schipzenko, Antonina Rugjenkova, Natalja Oestinova, Tamara Sosnova    | Sovjet-Unie                    | 4.11,3  | 27 augustus 1966  | Utrecht      |
|     | Pauline van der Wildt, Toos Beumer, Winnie van Weerdenburg, Erica Terpstra    | Nederland                      | 4.12,0  | 15 oktober 1964   | Tokio        |
|     | Pauline van der Wildt, Erica Terpstra, Ineke Tigelaar, Winnie van Weerdenburg | Nederland                      | 4.12,3  | 27 juni 1964      | Groningen    |
|     | Ann-Christine Hagberg, Agneta Thunell, Majvor Welander, Karin Stenbäck        | Zweden                         | 4.14,0  | 8 augustus 1963   | Stockholm    |
|     | Cocky Gastelaars, Adrie Lasterie, Erica Terpstra, Ineke Tigelaar              | Nederland                      | 4.15,1  | 25 augustus 1962  | Leipzig      |
|     | Diana Wilkinson, Adrienne Brenner, Jennifer Thompson, Linda Amos              | Verenigd Koninkrijk            | 4.17,6  | 24 augustus 1962  | Leipzig      |
|     | Hennie van der Velde, Willy Lambour, Sieta Posthumus, Cocky Gastelaars        | Nederland                      | 4.18,2  | 11 juni 1960      | Leipzig      |
|     | Corrie Schimmel, Tineke Lagerberg, Greetje Kraan, Cocky Gastelaars            | Nederland                      | 4.22,9  | 6 september 1958  | Boedapest    |
|     | Ilona Novák, Judit Temes, Éva Novák, Katalin Szőke                            | Hongarije                      | 4.24,4  | 1 augustus 1952   | Helsinki     |
|     | Mária Littomeritzky, Éva Novák, Éva Székely, Katalin Szőke                    | Hongarije                      | 4.27,2  | 27 april 1952     | Moskou       |
|     | Eva Arndt, Gunvor Kraft, Birte Ove-Petersen, Ragnhild Hveger                  | Denemarken                     | 4.27,6  | 7 augustus 1938   | Kopenhagen   |
|     | Elvi Svendsen, Gunvor Kraft, Birte Ove-Petersen, Ragnhild Hveger              | Denemarken                     | 4.29,7  | 8 februari 1938   | Kopenhagen   |
|     | Jopie Selbach, Rie Mastenbroek, Tini Wagner, Willy den Ouden                  | Nederland                      | 4.32,8  | 24 mei 1936       | Rotterdam    |
|     | Jopie Selbach, Annie Timmermans, Rie Mastenbroek, Willy den Ouden             | Nederland                      | 4.33,3  | 14 april 1934     | Rotterdam    |

### OntwikkelingNederlandsrecord
| Nr. | Naam                                                                          | Club | Tijd    | Datum             | Plaats       |
| --- | ----------------------------------------------------------------------------- | ---- | ------- | ----------------- | ------------ |
|     | Inge Dekker, Ranomi Kromowidjojo, Femke Heemskerk, Marleen Veldhuis           | KNZB | 3.31,72 | 26 juli 2009      | Rome         |
|     | Inge Dekker, Ranomi Kromowidjojo, Femke Heemskerk, Marleen Veldhuis           | KNZB | 3.33,62 | 18 maart 2008     | Eindhoven    |
|     | Inge Dekker, Ranomi Kromowidjojo, Femke Heemskerk, Marleen Veldhuis           | KNZB | 3.36,81 | 25 maart 2007     | Melbourne    |
|     | Inge Dekker, Ranomi Kromowidjojo, Chantal Groot, Marleen Veldhuis             | KNZB | 3.37,04 | 31 juli 2006      | Boedapest    |
|     | Chantal Groot, Inge Dekker, Marleen Veldhuis, Inge de Bruijn                  | KNZB | 3.37,59 | 14 augustus 2004  | Athene       |
|     | Manon van Rooijen, Wilma van Hofwegen, Thamar Henneken, Inge de Bruijn        | KNZB | 3.39,83 | 16 september 2000 | Sydney       |
|     | Manon van Rooijen, Chantal Groot, Wilma van Hofwegen, Thamar Henneken         | KNZB | 3.42,32 | 16 september 2000 | Sydney       |
|     | Marianne Muis, Minouche Smit, Wilma van Hofwegen, Karin Brienesse             | KNZB | 3.42,40 | 22 juli 1996      | Atlanta      |
|     | Marianne Muis, Mildred Muis, Conny van Bentum, Karin Brienesse                | KNZB | 3.43,39 | 22 september 1988 | Seoel        |
|     | Conny van Bentum, Marianne Muis, Mildred Muis, Diana van der Plaats           | KNZB | 3.44,12 | 22 september 1988 | Seoel        |
|     | Annemarie Verstappen, Elles Voskes, Desi Reijers, Conny van Bentum            | KNZB | 3.44,40 | 31 juli 1984      | Los Angeles  |
|     | Annemarie Verstappen, Annelies Maas, Wilma van Velsen, Conny van Bentum       | KNZB | 3.45,96 | 3 augustus 1982   | Guayaquil    |
|     | Annemarie Verstappen, Desi Reijers, Wilma van Velsen, Conny van Bentum        | KNZB | 3.47,53 | 3 augustus 1982   | Guayaquil    |
|     | Conny van Bentum, Wilma van Velsen, Reggie de Jong, Annelies Maas             | KNZB | 3.49,51 | 27 juli 1980      | Moskou       |
|     | Ineke Ran, Berber Kamstra, Annelies Maas, Enith Brigitha                      | KNZB | 3.50,88 | 25 augustus 1978  | West-Berlijn |
|     | Ineke Ran, Linda Faber, Annelies Maas, Enith Brigitha                         | KNZB | 3.51,67 | 25 juli 1976      | Montréal     |
|     | Ineke Ran, Linda Faber, Annelies Maas, Enith Brigitha                         | KNZB | 3.53,40 | 25 juli 1976      | Montréal     |
|     | Annelies Maas, Johanna Wijnands, Linda Faber, Enith Brigitha                  | KNZB | 3.56,76 | 26 juli 1975      | Cali         |
|     | Anke Rijnders, Ada Pors, Veronica Stel, Enith Brigitha                        | KNZB | 3.57,08 | 20 augustus 1974  | Wenen        |
|     | Anke Rijnders, Ada Pors, Veronica Stel, Enith Brigitha                        | KNZB | 3.58,56 | 20 augustus 1974  | Wenen        |
|     | Veronica Stel, Anke Rijnders, Ada Pors, Enith Brigitha                        | KNZB | 4.00,56 | 26 april 1974     | Coventry     |
|     | Enith Brigitha, Atie Radersma, Anke Rijnders, Hansje Bunschoten               | KNZB | 4.00,7  | 14 april 1973     | Dortmund     |
|     | Enith Brigitha, Anke Rijnders, Hansje Bunschoten, Josien Elzerman             | KNZB | 4.01,49 | 30 augustus 1972  | München      |
|     | Enith Brigitha, Anke Rijnders, Hansje Bunschoten, Josien Elzerman             | KNZB | 4.02,70 | 30 augustus 1972  | München      |
|     | Anke Rijnders, Cora Schouten, Enith Brigitha, Hansje Bunschoten               | KNZB | 4.03,0  | 29 augustus 1971  | Bratislava   |
|     | Enith Brigitha, Astrid Verver, Cora Schouten, Yvonne van Kuilenburg           | KNZB | 4.08,6  | 22 augustus 1971  | Waldkraiburg |
|     | Anke Rijnders, Enith Brigitha, Cora Schouten, Hansje Bunschoten               | KNZB | 4.10,7  | 18 april 1971     | Düsseldorf   |
|     | Pauline van der Wildt, Toos Beumer, Winnie van Weerdenburg, Erica Terpstra    | KNZB | 4.12,0  | 15 oktober 1964   | Tokio        |
|     | Pauline van der Wildt, Erica Terpstra, Ineke Tigelaar, Winnie van Weerdenburg | KNZB | 4.12,3  | 27 juni 1964      | Groningen    |
|     | Cocky Gastelaars, Adrie Lasterie, Erica Terpstra, Ineke Tigelaar              | KNZB | 4.15,1  | 25 augustus 1962  | Leipzig      |
|     | Hennie van der Velde, Willy Lambour, Sieta Posthumus, Cocky Gastelaars        | KNZB | 4.18,2  | 11 juni 1960      | Leipzig      |
|     | Judith de Nijs, Astrid Ording, Sieta Posthumus, Cocky Gastelaars              | KNZB | 4.22,9  | 27 juni 1959      | Saarbrücken  |
|     | Corrie Schimmel, Tineke Lagerberg, Greetje Kraan, Cocky Gastelaars            | KNZB | 4.22,9  | 6 september 1958  | Boedapest    |
|     | Cocky Gastelaars, Mary Kok, Jopie Troost, Greetje Kraan                       | KNZB | 4.28,6  | 5 september 1958  | Boedapest    |
|     | Jopie Troost, Greetje Kraan, Mary Kok, Cocky Gastelaars                       | KNZB | 4.28,8  | 16 mei 1958       | Cardiff      |
|     | Marie-Louise Vaessen, Koosje van Voorn, Hannie Termeulen, Irma Schuhmacher    | KNZB | 4.29,0  | 31 juli 1952      | Helsinki     |
|     | Marie-Louise Vaessen, Koosje van Voorn, Hannie Termeulen, Irma Schuhmacher    | KNZB | 4.30,6  | 30 juli 1952      | Helsinki     |
|     | Irma Schuhmacher, Margot Marsman, Marie-Louise Vaessen, Hannie Termeulen      | KNZB | 4.31,3  | 4 augustus 1948   | Londen       |
|     | Jopie Selbach, Tini Wagner, Willy den Ouden, Rie Mastenbroek                  | KNZB | 4.36,0  | 14 augustus 1936  | Berlijn      |
|     | Jopie Selbach, Tini Wagner, Willy den Ouden, Rie Mastenbroek                  | KNZB | 4.38,1  | 12 augustus 1936  | Berlijn      |
|     | Willy den Ouden, Annie Timmermans, Jopie Selbach, Rie Mastenbroek             | KNZB | 4.41,5  | 18 augustus 1934  | Maagdenburg  |
|     | Rie Vierdag, Puck Oversloot, Corrie Laddé, Willy den Ouden                    | KNZB | 4.47,5  | 12 augustus 1932  | Los Angeles  |
|     | Truus Baumeister, Rie Vierdag, Willy den Ouden, Marie Braun                   | KNZB | 4.55,0  | 29 augustus 1931  | Parijs       |

## Kortebaan (25 meter)

### Ontwikkeling wereldrecord
| Nr. | Naam                                                                        | Land             | Tijd     | Datum            | Plaats            |
| --- | --------------------------------------------------------------------------- | ---------------- | -------- | ---------------- | ----------------- |
|     | Kate Douglass, Katharine Berkoff, Alex Shackell, Gretchen Walsh             | Verenigde Staten | 3.25, 01 | 10 december 2024 | Boedapest         |
|     | Mollie O'Callaghan, Madison Wilson, Meg Harris, Emma McKeon                 | Australië        | 3.25,43  | 13 december 2022 | Melbourne         |
|     | Maud van der Meer, Inge Dekker, Ranomi Kromowidjojo, Femke Heemskerk        | Nederland        | 3.26,53  | 5 december 2014  | Doha              |
|     | Hinkelien Schreuder, Inge Dekker, Ranomi Kromowidjojo, Marleen Veldhuis     | Nederland        | 3.28,22  | 19 december 2008 | Amsterdam         |
|     | Hinkelien Schreuder, Femke Heemskerk, Inge Dekker, Marleen Veldhuis         | Nederland        | 3.29,42  | 12 april 2008    | Manchester        |
|     | Hinkelien Schreuder, Femke Heemskerk, Ranomi Kromowidjojo, Marleen Veldhuis | Nederland        | 3.30,85  | 9 december 2007  | Eindhoven         |
|     | Lisbeth Lenton, Melanie Schlanger, Shayne Reese, Alice Mills                | Australië        | 3.31,66  | 2 september 2007 | Melbourne         |
|     | Inge Dekker, Hinkelien Schreuder, Chantal Groot, Marleen Veldhuis           | Nederland        | 3.33,32  | 8 april 2006     | Shanghai          |
|     | Le Jingyi, Chao Na, Shan Ying, Nian Yin                                     | China            | 3.34,55  | 19 april 1997    | Göteborg          |
|     | Lü Bin, Shan Ying, Jia Yuanyuan, Le Jingyi                                  | China            | 3.35,97  | 4 december 1993  | Palma de Mallorca |

- FINA erkent wereldrecords op kortebaan sinds maart 1991.

### OntwikkelingEuropeesrecord
| Nr. | Naam                                                                        | Land                           | Tijd    | Datum            | Plaats      |
| --- | --------------------------------------------------------------------------- | ------------------------------ | ------- | ---------------- | ----------- |
|     | Maud van der Meer, Inge Dekker, Ranomi Kromowidjojo, Femke Heemskerk        | Nederland                      | 3.26,53 | 5 december 2014  | Doha        |
|     | Hinkelien Schreuder, Inge Dekker, Ranomi Kromowidjojo, Marleen Veldhuis     | Nederland                      | 3.28,22 | 19 december 2008 | Amsterdam   |
|     | Hinkelien Schreuder, Femke Heemskerk, Inge Dekker, Marleen Veldhuis         | Nederland                      | 3.29,42 | 12 april 2008    | Manchester  |
|     | Hinkelien Schreuder, Femke Heemskerk, Ranomi Kromowidjojo, Marleen Veldhuis | Nederland                      | 3.30,85 | 9 december 2007  | Eindhoven   |
|     | Inge Dekker, Hinkelien Schreuder, Chantal Groot, Marleen Veldhuis           | Nederland                      | 3.33,32 | 8 april 2006     | Shanghai    |
|     | Simone Osygus, Antje Buschschulte, Katrin Meißner, Sandra Völker            | Duitsland                      | 3.34,69 | 19 april 1997    | Göteborg    |
|     | Sabina Schulze, Katrin Meißner, Daniela Hunger, Manuela Stellmach           | Duitse Democratische Republiek | 3.38,77 | 12 december 1987 | Monte Carlo |

### OntwikkelingNederlandsrecord
| Nr. | Naam                                                                          | Club                | Tijd      | Datum             | Plaats                 |
| --- | ----------------------------------------------------------------------------- | ------------------- | --------- | ----------------- | ---------------------- |
|     | Maud van der Meer, Inge Dekker, Ranomi Kromowidjojo, Femke Heemskerk          | KNZB                | 3.26,53   | 5 december 2014   | Doha                   |
|     | Hinkelien Schreuder, Inge Dekker, Ranomi Kromowidjojo, Marleen Veldhuis       | Eiffel Swimmers PSV | 3.28,22   | 19 december 2008  | Amsterdam              |
|     | Hinkelien Schreuder, Femke Heemskerk, Inge Dekker, Marleen Veldhuis           | KNZB                | 3.29,42   | 12 april 2008     | Manchester             |
|     | Hinkelien Schreuder, Femke Heemskerk, Ranomi Kromowidjojo, Marleen Veldhuis   | KNZB                | 3.30,85   | 9 december 2007   | Eindhoven              |
|     | Inge Dekker, Hinkelien Schreuder, Chantal Groot, Marleen Veldhuis             | KNZB                | 3.33,32   | 8 april 2006      | Shanghai               |
|     | Chantal Groot, Inge Dekker, Marleen Veldhuis, Inge de Bruijn                  | KNZB                | 3.37,59 1 | 14 augustus 2004  | Athene                 |
|     | Thamar Henneken, Wilma van Hofwegen, Chantal Groot, Inge de Bruijn            | KNZB                | 3.39,40   | 3 april 1999      | Hongkong               |
|     | Diana van der Plaats, Karin Brienesse, Mildred Muis, Marianne Muis            | KNZB                | 3.41,09   | 27 januari 1990   | Amsterdam              |
|     | Mildred Muis, Diana van der Plaats, Karin Brienesse, Marianne Muis            | KNZB                | 3.41,25   | 9 december 1989   | Sabadell               |
|     | Mildred Muis, Ingrid Baars, Conny van Bentum, Karin Brienesse                 | KNZB                | 3.41,89   | 12 december 1987  | Monte Carlo            |
|     | Mildred Muis, Marianne Muis, Ingrid Baars, Karin Brienesse                    | KNZB                | 3.43,63   | 12 december 1987  | Monte Carlo            |
|     | Annemarie Verstappen, Elles Voskes, Desi Reijers, Conny van Bentum            | KNZB                | 3.44,40 1 | 31 juli 1984      | Los Angeles            |
|     | Annemarie Verstappen, Elles Voskes, Desi Reijers, Conny van Bentum            | KNZB                | 3.44,48   | 18 december 1982  | Göteborg               |
|     | Annemarie Verstappen, Elles Voskes, Desi Reijers, Conny van Bentum            | KNZB                | 3.45,83   | 17 december 1982  | Göteborg               |
|     | Annemarie Verstappen, Annelies Maas, Wilma van Velsen, Conny van Bentum       | KNZB                | 3.45,96 1 | 3 augustus 1982   | Guayaquil              |
|     | Annemarie Verstappen, Desi Reijers, Wilma van Velsen, Conny van Bentum        | KNZB                | 3.47,53 1 | 3 augustus 1982   | Guayaquil              |
|     | Conny van Bentum, Desi Reijers, Wilma van Velsen, Annemarie Verstappen        | KNZB                | 3.47,60   | 12 december 1981  | Londen                 |
|     | Conny van Bentum, Desi Reijers, Wilma van Velsen, Annemarie Verstappen        | KNZB                | 3.48,25   | 11 december 1981  | Londen                 |
|     | Conny van Bentum, Wilma van Velsen, Reggie de Jong, Annelies Maas             | KNZB                | 3.49,51 1 | 27 juli 1980      | Moskou                 |
|     | Ineke Ran, Berber Kamstra, Annelies Maas, Enith Brigitha                      | KNZB                | 3.50,88 1 | 25 augustus 1978  | West-Berlijn           |
|     | Ineke Ran, Linda Faber, Annelies Maas, Enith Brigitha                         | KNZB                | 3.51,67 1 | 25 juli 1976      | Montréal               |
|     | Ineke Ran, Linda Faber, Annelies Maas, Enith Brigitha                         | KNZB                | 3.53,40 1 | 25 juli 1976      | Montréal               |
|     | Annelies Maas, Johanna Wijnands, Linda Faber, Enith Brigitha                  | KNZB                | 3.56,76 1 | 26 juli 1975      | Cali                   |
|     | Anke Rijnders, Ada Pors, Veronica Stel, Enith Brigitha                        | KNZB                | 3.57,08 1 | 20 augustus 1974  | Wenen                  |
|     | Anke Rijnders, Ada Pors, Veronica Stel, Enith Brigitha                        | KNZB                | 3.58,56 1 | 20 augustus 1974  | Wenen                  |
|     | Veronica Stel, Anke Rijnders, Ada Pors, Enith Brigitha                        | KNZB                | 4.00,56 1 | 26 april 1974     | Coventry               |
|     | Enith Brigitha, Josien Elzerman, Anette Segaar, Veronica Stel                 | KNZB                | 4.00,70   | 1 maart 1974      | Bremen                 |
|     | Enith Brigitha, Atie Radersma, Anke Rijnders, Hansje Bunschoten               | KNZB                | 4.00,7 1  | 14 april 1973     | Dortmund               |
|     | Enith Brigitha, Anke Rijnders, Hansje Bunschoten, Josien Elzerman             | KNZB                | 4.01,49 1 | 30 augustus 1972  | München                |
|     | Josien Elzerman, Anette Segaar, Anke Rijnders, Hansje Bunschoten              | KNZB                | 4.01,48   | 2 april 1972      | Utrecht                |
|     | Anke Rijnders, Cora Schouten, Enith Brigitha, Hansje Bunschoten               | KNZB                | 4.03,0 1  | 29 augustus 1971  | Bratislava             |
|     | Anke Rijnders, Enith Brigitha, Astrid Verver, Hansje Bunschoten               | KNZB                | 4.05,2    | 1 mei 1971        | 's-Hertogenbosch       |
|     | Enith Brigitha, Astrid Verver, Anke Rijnders, Hansje Bunschoten               | KNZB                | 4.06,0    | 11 april 1971     | Keulen                 |
|     | Corry Mulder, Mirjam van Hemert, Dolly Maaneman, Nel Bos                      | KNZB                | 4.11,0    | 5 april 1968      | Font-Romeu-Odeillo-Via |
|     | Pauline van der Wildt, Toos Beumer, Winnie van Weerdenburg, Erica Terpstra    | KNZB                | 4.12,0 1  | 15 oktober 1964   | Tokio                  |
|     | Pauline van der Wildt, Erica Terpstra, Ineke Tigelaar, Winnie van Weerdenburg | KNZB                | 4.12,3 1  | 27 juni 1964      | Groningen              |
|     | Cocky Gastelaars, Erica Terpstra, Ineke Tigelaar, Adrie Lasterie              | KNZB                | 4.15,0    | 17 september 1961 | Malmö                  |
|     | Dini Koopman, Tineke Lagerberg, Adrie Lasterie, Willy Lambour                 | Naarden             | 4.17,8    | 10 maart 1960     | Naarden                |
|     | Jopie Troost, Tine Tenkink, Greetje Kraan, Cocky Gastelaars                   | KNZB                | 4.20,1    | 1 maart 1958      | Wuppertal              |
|     | Greetje Kraan, Lenie de Nijs, Judith de Nijs, Atie Voorbij                    | De Robben           | 4.23,0    | 22 maart 1957     | Hilversum              |
|     | Marie-Louise Vaessen, Koosje van Voorn, Hannie Termeulen, Irma Schuhmacher    | KNZB                | 4.29,0 1  | 31 juli 1952      | Helsinki               |
|     | Marie-Louise Vaessen, Koosje van Voorn, Hannie Termeulen, Irma Schuhmacher    | KNZB                | 4.30,6 1  | 30 juli 1952      | Helsinki               |
|     | Irma Schuhmacher, Margot Marsman, Marie-Louise Vaessen, Hannie Termeulen      | KNZB                | 4.31,3 1  | 4 augustus 1948   | Londen                 |
|     | Jopie Selbach, Rie Mastenbroek, Willy den Ouden, Tini Wagner                  | KNZB                | 4.32,8    | 24 mei 1936       | Rotterdam              |
|     | Jopie Selbach, Annie Timmermans, Rie Mastenbroek, Willy den Ouden             | KNZB                | 4.33,3    | 14 april 1934     | Rotterdam              |

1 = Gezwommen op langebaan. Indien tijd op langebaan sneller is dan tijd op kortebaan dan geldt de eerste als officieel record.